# 俄罗斯人民代表大会
俄罗斯人民代表大会在1990年—1991年称为俄罗斯苏维埃联邦社会主义共和国人民代表大会（俄语：Съезд народных депутатов РСФСР），在1991年—1993年称为俄罗斯联邦人民代表大会（Съезд народных депутатов Российской Федерации），它是1990年—1991年俄罗斯苏维埃联邦社会主义共和国的最高立法部门和1991年—1993年俄罗斯联邦的最高立法部门。它负责选举俄羅斯最高苏维埃，在俄罗斯人民代表大会闭会期间，由俄羅斯最高苏维埃代行其职权，从1991底苏联解体至1993年间，逐渐在治国方面上与俄罗斯联邦总统鲍里斯·叶利钦产生冲突，最终在1993年10月4日酿成炮打白宫事件，俄罗斯联邦人民代表大会被迫向鲍里斯·叶利钦屈服，1993年12月，俄罗斯人民代表大会被俄羅斯聯邦會議取代。

## 结构
俄罗斯人民代表大会的常务机构为俄罗斯最高苏维埃，俄罗斯最高苏维埃在俄罗斯人民代表大会闭会期间代行其职能。
俄罗斯人民代表大会在1990年5月16日时满额代表为1059人，1993年9月21日时满额代表为1027人，1993年10月4日时满额代表为938人。超过三分之二的人民代表出席会议才有效。

## 历史
1989年10月27日，俄罗斯苏维埃联邦社会主义共和国最高苏维埃通过了修改《俄罗斯苏维埃联邦社会主义共和国宪法》的决定，宪法修正案决定设立俄罗斯苏维埃联邦社会主义共和国人民代表大会作为俄罗斯苏维埃联邦社会主义共和国的最高立法机关，它同时负责选举俄罗斯苏维埃联邦社会主义共和国最高苏维埃，俄罗斯苏维埃联邦社会主义共和国最高苏维埃为俄罗斯苏维埃联邦社会主义共和国人民代表大会的常务机构，在俄罗斯苏维埃联邦社会主义共和国人民代表大会闭会期间代行其职权。
1990年5月，俄罗斯人民代表选举进行，有1068人被当选为俄罗斯人民代表，其中苏联共产党党员920人，占86%，独立人士148人，占14%。
1990年5月16日—1990年6月22日，俄罗斯人民代表大会第一次会议召开，鲍里斯·叶利钦当选为俄罗斯人民代表大会的常务机构——俄罗斯最高苏维埃的主席。
1990年11月27号—1990年12月15日，俄罗斯人民代表大会第二次会议召开。
1991年3月28日—1991年4月5日，俄罗斯人民代表大会第三次会议召开。
1991年5月21日—1991年5月25日，俄罗斯人民代表大会第四次会议召开。
1991年7月10日—1991年7月17日和1991年10月28日—1991年11月2日，俄罗斯人民代表大会第五次会议召开。
1992年4月6日—1992年4月21日，俄罗斯人民代表大会第六次会议召开。
1992年12月1日—1992年12月14日，俄罗斯人民代表大会第七次会议召开。
1993年3月10日—1993年3月13日，俄罗斯人民代表大会第八次会议召开。
1993年3月26日—1993年3月29日，俄罗斯人民代表大会第九次会议召开。这次会议专门举行了一个特别会议讨论弹劾总统叶利钦在内的保卫宪法的紧急措施。叶利钦对此向俄罗斯人民代表大会作出让步，承认自己的错误以在人民代表大会中争取支持。在3月28日的弹劾案投票中，赞成弹劾叶利钦的票数为617票，距通过所需的三分之二多数即689票仅少72票，叶利钦幸免被弹劾。
1993年9月23日—1993年10月4日，俄罗斯人民代表大会第十次会议召开。1993年9月23日时，虽然只有638人出席（法定为689人），但俄罗斯人民代表大会还是在宪法法院裁决的基础上宣布解除叶利钦的总统职务，并任命副总统亚历山大·弗拉基米罗维奇·鲁茨科伊为总统。
1993年9月24日，叶利钦宣布1994年6月将举行总统选举。同一天，俄罗斯人民代表大会宣布将于1994年3月进行人民代表选举及总统选举。叶利钦在第二天切断了议会大厦的电路，电话及热水服务。
1993年10月4日拂晓，俄罗斯军队包围了议会大厦，几个小时后，军方的坦克来到了现场并开火，中午时分，军队开始进入白宫并一层一层的将其占领，俄罗斯联邦人民代表大会在事实上已经结束。
1993年12月12日，俄罗斯新宪法通过了全民公投，俄罗斯联邦人民代表大会在法律上正式结束，它被俄羅斯聯邦會議取代。